# Autremonde
Pour les articles homonymes, voir Autre monde.
Autremonde (titre original : Otherland) est une série de romans de science-fiction écrite par Tad Williams. La publication des quatre volumes de l'édition originale s'est étalée de 1996 à 2001. L'édition en langue française compte huit volumes et s'est étalée de 2000 à 2010.

## Résumé
L'histoire prend place dans la seconde moitié du XXIe siècle. Les systèmes de communication sont développés au point que les hommes peuvent communiquer au moyen de la réalité virtuelle (RèV), branché directement sur leur système nerveux. Parmi ces systèmes, secrètement, un réseau RèV hautement protégé a été développé par des personnes riches et puissantes du monde entier sous le nom d'Autremonde, dont le réalisme dépasse celui de la vie de tous les jours (VTJ). En même temps, des enfants passionnés par les jeux virtuels sombrent dans un coma inexpliqué.
Dans ce contexte, de simples personnages vont tenter de pénétrer dans le réseau d'Autremonde et de combattre la conspiration de la Confrérie du Graal. Ils vont devoir traverser des mondes correspondant aux fantasmes les plus fous de leur créateur.

## Personnages principaux
De nombreux personnages sont présentés dès le premier tome et rien ne semble les rapprocher, néanmoins, petit à petit, on se rend compte qu'ils sont tous à la recherche de la même chose, et finissent par se retrouver.
- Paul Jonas : Un combattant dans les tranchées de la première guerre mondiale. Après avoir fait quelque rêves étranges, il quitte définitivement ses compagnons d'armes pour se retrouver dans un autre monde.
- Irene Sulaweyo (Renie) : Professeur d'informatique noire en Afrique du Sud. Elle décide de s'intéresser à Autremonde quand son frère, Stephen, tombe mystérieusement dans le coma.
- !Xabbu : Un Bushman, élève de Renie qui devient rapidement son amie. Il décide de l'aider quand elle se met à la recherche d'Autremonde.
- Long Joseph Sulaweyo : Il s'agit du père de Renie, alcoolique depuis le décès de sa femme. Il sera obligé de suivre Renie et !Xabbu car leurs recherches le mettent lui aussi en danger.
- Orlando Gardiner : Il s'agit d'un adolescent accro d'un jeu de rôle Médiéval Fantastique en ligne. Il est atteint d'une maladie incurable (progéria) qui devrait bientôt lui coûter la vie.
- Salome Fredericks : Meilleure amie d'Orlando. Comme elle se fait juste appeler Fredericks et que son avatar en ligne est un homme, Orlando croit qu'elle est de sexe masculin.
- Mr Sellars: Vieil homme étrange qui vit reclus dans sa maison. C'est en fait lui qui va faire découvrir Autremonde aux autres protagonistes.
- Cristabel Sorensen : Fillette qui aide Mr Sellars sans se rendre compte exactement de ce qu'elle fait.

## Livres de la série
1. (en) City of Golden Shadow, 1996
  1. Autremonde, Payot, coll. « SF », 2000, trad. Éric Holweck  (ISBN 2-228-89307-2)
  2. L'Ombre de la cité d'or, Payot, coll. « SF », 2000, trad. Éric Holweck  (ISBN 2-228-89355-2)
2. (en) River of Blue Fire, 1998
  1.  Le Fleuve entre les mondes, Payot, coll. « SF », 2001, trad. Jean-Pierre Pugi  (ISBN 2-228-89398-6)
  2. Les Voiles d'illusion, Payot, coll. « SF », 2001, trad. Jean-Pierre Pugi  (ISBN 2-228-89495-8)
3. (en) Mountain of Black Glass, 1999
  1.  Les Exilés du rêve, Payot, coll. « SF », 2002, trad. Jean-Pierre Pugi  (ISBN 2-228-89629-2)
  2. La Montagne de l'éternité, Payot, coll. « SF », 2002, trad. Jean-Pierre Pugi  (ISBN 2-228-89664-0)
4. (en) Sea of Silver Light, 2001
  1.  Le Chant des spectres, Fleuve noir, coll. « Rendez-vous ailleurs », 2009, trad. Jean-Pierre Pugi  (ISBN 978-2-265-08769-9)
  2. Les Dieux de lumière, Fleuve noir, coll. « Rendez-vous ailleurs », 2010, trad. Jean-Pierre Pugi  (ISBN 978-2-265-08770-5)

## Nouvelles
La nouvelle Le Plus heureux de tous les enfants décédés (2005), traduction de The Happiest Dead Boy in the World (2003), est parue originellement dans l'anthologie Legends II, New Short Novels by the Masters of Modern Fantasy de Robert Silverberg et elle a été traduite dans le premier volume de l'anthologie française Légendes de la fantasy.